# Arctia cajula
Arctia cajula là một loài bướm đêm thuộc phân họ Arctiinae, họ Erebidae.